# Darío Gálvez
Darío del Carmen Gálvez Vargas (* 11. Juli 1975 in Quinta de Tilcoco) ist ein ehemaliger chilenischer Fußballspieler. Der Mittelfeldspieler spielte für Vereine in Chile und Ecuador.

## Karriere
Darío Gálvez begann seine Profikarriere 1996 beim CD O’Higgins, wurde jedoch zunächst zu Ñublense in die Segunda División verliehen. Nach seiner Rückkehr zu O’Higgins, das auch in die Segunda División abgestiegen war, konnte Gálvez überzeugen und schaffte mit dem Team aus Rancagua 1998 den Aufstieg in die Primera División. Nach drei Jahren in der ersten Liga bei O’Higgins wechselte Gálvez zu Ligakonkurrent Santiago Wanderers, wo er sich aber nicht durchsetzen konnte und erst an Santiago Morning verliehen wurde, dann zu O’Higgins zurückkehrte. Im Jahr 2004 wechselte er zu San Marcos und noch im selben Jahr zum ecuadorianischen Zweitligisten Deportivo Quevedo. Seine beiden letzten Karrierejahre verbrachte er in seinem Heimatland bei den Rangers de Talca und Deportes Copiapó.

## Persönliches
Darío Gálvez ist der Cousin von Alejandro Osorio, der ebenfalls ehemaliger Profifußballspieler ist und acht Länderspiele bestritten hat.